# Volejbal na Letních olympijských hrách 1992

## Turnaj mužů
| Zlato   | Brazílie (BRA)               |
| Stříbro | Nizozemsko (NED)             |
| Bronz   | Spojené státy americké (USA) |

Turnaj se odehrál v rámci XXV. olympijských her ve dnech 26. července – 9. srpna 1992 v Barceloně.
Turnaje se zúčastnilo 12 mužstev, rozdělených do dvou šestičlenných skupin. První čtyři mužstva postoupila do play off, týmy na pátém místě hrály o deváté až jedenácté místo. Olympijským vítězem se stalo mužstvo Brazílie.

### Skupina A
|    |           | ITA | USA | ESP | JPN | CAN | FRA | V | P | Skóre | B |
| 1. | Itálie    | *** | 1:3 | 3:0 | 3:0 | 3:1 | 3:1 | 4 | 1 | 14:5  | 9 |
| 2. | USA       | 3:1 | *** | 3:2 | 1:3 | 3:2 | 3:0 | 4 | 1 | 13:8  | 9 |
| 3. | Španělsko | 0:3 | 2:3 | *** | 3:2 | 3:2 | 3:2 | 3 | 2 | 11:12 | 8 |
| 4. | Japonsko  | 0:3 | 3:1 | 2:3 | *** | 3:2 | 2:3 | 2 | 3 | 10:12 | 7 |
| 5. | Kanada    | 1:3 | 2:3 | 2:3 | 2:3 | *** | 3:0 | 1 | 4 | 10:12 | 6 |
| 6. | Francie   | 1:3 | 0:3 | 2:3 | 3:2 | 0:3 | *** | 1 | 4 | 6:14  | 6 |

 Japonsko -  USA 3:1 (8:15, 15:11, 15:10, 15:13)
26. července 1992 (13:00) – Barcelona
 Itálie -  Francie 3:1 (9:15, 15:5, 15:8, 15:2)
26. července 1992 (17:30) – Barcelona
 Španělsko -  Kanada 3:2 (13:15, 15:7, 9:15, 15:12, 15:13)
26. července 1992 (19:00) – Barcelona
 USA -  Kanada 3:2 (15:12, 15:12, 10:15, 11:15, 16:14)
28. července 1992 (13:00) – Barcelona
 Francie -  Japonsko 3:2 (15:8, 9:15, 15:11, 10:15, 15: 9)
28. července 1992 (15:00) – Barcelona
 Itálie -  Španělsko 3:0 (16:14, 15:6, 15:7)
28. července 1992 (19:00) – Barcelona
 Itálie -  Japonsko 3:0 (15:13, 15:7, 17:15)
30. července 1992 (10:30) – Barcelona
 Kanada -  Francie 3:0 (15:7, 15:8, 15:6)
30. července 1992 (13:00) – Barcelona
 USA -  Španělsko 3:2 (15:6, 14:16, 12:15, 15:10, 15:11)
30. července 1992 (17:30) – Barcelona
 Španělsko -  Japonsko 3:2 (15:8, 5:15, 15:17, 15:7, 15:13)
1. srpna 1992 (13:00) – Barcelona
 Itálie -  Kanada 3:1 (15:11, 8:15, 15:12, 15:7)
1. srpna 1992 (17:30) – Barcelona
 USA -  Francie 3:0 (15:5, 15:12, 15:8)
1. srpna 1992 (19:00) – Barcelona
 Japonsko -  Kanada 3:2 (11:15, 15:17, 15:11, 15:13, 15:10)
3. srpna 1992 (10:30) – Barcelona
 Španělsko -  Francie 3:2 (10:15, 11:15, 15:9, 15:9, 15:12)
3. srpna 1992 (19:00) – Barcelona
 USA -  Itálie 3:1 (9:15, 16:14, 15:11, 15:13)
3. srpna 1992 (21:30) – Barcelona

### Skupina B
|    |            | BRA | CUB | CIS | NED | KOR | ALG | V | P | Skóre | B  |
| 1. | Brazílie   | *** | 3:1 | 3:1 | 3:0 | 3:0 | 3:0 | 5 | 0 | 15:2  | 10 |
| 2. | Kuba       | 1:3 | *** | 3:1 | 3:1 | 3:0 | 3:0 | 4 | 1 | 13:5  | 9  |
| 3. | SNS        | 1:3 | 1:3 | *** | 3:1 | 3:1 | 3:0 | 3 | 2 | 11:8  | 8  |
| 4. | Nizozemsko | 0:3 | 1:3 | 1:3 | *** | 3:0 | 3:0 | 2 | 3 | 8:9   | 7  |
| 5. | Korea      | 0:3 | 0:3 | 1:3 | 0:3 | *** | 3:0 | 1 | 4 | 4:12  | 6  |
| 6. | Alžírsko   | 0:3 | 0:3 | 0:3 | 0:3 | 0:3 | *** | 0 | 5 | 0:15  | 5  |

 Kuba -  Nizozemsko 3:1 (15:12, 17:15, 6:15, 15:10)
26. července 1992 (10:30) – Barcelona
 SNS -  Alžírsko 3:0 (15:8, 15:7, 15:4)
26. července 1992 (15:00) – Barcelona
 Brazílie -  Korejská republika 3:0 (15:13, 16:14, 15:7)
26. července 1992 (21:30)– Barcelona
 Kuba -  Alžírsko 3:0 (15:4, 15:2, 15:3)
28. července 1992 (10:30) – Barcelona
 Brazílie -  SNS 3:1 (15:6, 15:7, 9:15, 16:14)
28. července 1992 (17:30) – Barcelona
 Nizozemsko -  Korejská republika 3:0 (15:5, 15:5, 15:7)
28. července 1992 (21:30) – Barcelona
 Korejská republika -  Alžírsko 3:0 (15:8, 15:11, 15:12)
30. července 1992 (15:00) – Barcelona
 Brazílie -  Nizozemsko 3:0 (15:11, 15:9, 15:4)
30. července 1992 (19:00) – Barcelona
 Kuba -  SNS 3:1 (8:15, 15:10, 15:12, 15:5)
30. července 1992 (21:30) – Barcelona
 SNS -  Korejská republika 3:0 (15:9, 15:6, 15:9)
1. srpna 1992 (10:30) – Barcelona
 Nizozemsko -  Alžírsko 3:0 (15:2, 15:5, 15:4)
1. srpna 1992 (15:00) – Barcelona
 Brazílie -  Kuba 3:1 (15:6, 15:8, 12:15, 15:8)
1. srpna 1992 (21:30) – Barcelona
 SNS -  Nizozemsko 3:1 (8:15, 15:9, 17:16, 15:12)
3. srpna 1992 (13:00) – Barcelona
 Kuba -  Korejská republika 3:0 (15:5, 15:7, 15:8)
3. srpna 1992 (15:00) – Barcelona
 Brazílie -  Alžírsko 3:0 (15:8, 15:13, 15:9)
3. srpna 1992 (17:30) – Barcelona

### Čtvrtfinále
Nizozemsko -  Itálie 3:2 (15:9, 12:15, 8:15, 15:2, 17:16)
5. srpna 1992 (10:30) – Barcelona
 Kuba -  Španělsko 3:0 (16:14, 15:9, 15:6)
5. srpna 1992 (13:00) – Barcelona
 Brazílie -  Japonsko 3:0 (15:12, 15:6, 15:12)
5. srpna 1992 (19:00) – Barcelona
 USA -  SNS 3:1 (12:15, 15:10, 15:4, 15:11)
5. srpna 1992 (21:30) – Barcelona

### Semifinále
Nizozemsko -  Kuba 3:0 (15:11, 15:12, 15:9)
7. srpna 1992 (10:30) – Barcelona
 Brazílie -  USA 3:1 (12:15, 15:8, 15:9, 15:12)
7. srpna 1992 (19:00) – Barcelona

### Finále
Brazílie -  Nizozemsko 3:0 (15:12, 15:8, 15:4)
9. srpna 1992 (13:00) – Barcelona

### O 3. místo
USA -  Kuba 3:1 (12:15, 15:13, 15:7, 15:11)
9. srpna 1992 (10:30) – Barcelona

### O 5. - 8. místo
Itálie -  Španělsko 3:0 (15:4, 15:12, 15:4)
6. srpna 1992 (13:00) – Barcelona
 Japonsko -  SNS 3:2 (15:8, 9:15, 15:13, 12:15, 17:16)
6. srpna 1992 (16:30) – Barcelona

### O 5. místo
Itálie -  Japonsko 3:0 (15:2, 15:7, 15:13)
7. srpna 1992 (17:30) – Barcelona

### O 7. místo
SNS -  Španělsko 3:2 (16:14, 12:15, 15:8, 5:15, 15:12)
7. srpna 1992 (15:00) – Barcelona

### O 9. místo
Korejská republika - Kanada 3:1 (15:10, 12:15, 15:10, 15:10)
5. srpna 1992 (17:30) – Barcelona

### O 11. místo
Francie -  Alžírsko 3:0 (15:4, 15:9, 15:9)
5. srpna 1992 (15:00) – Barcelona

### Soupisky
1.  Brazílie
| - Amauri - Carlão - Douglas - Giovane | - Janelson - Jorge Edson - Maurício - Marcelo Negrão | - Paulão - Pampa - Talmo - Tande |

2.  Nizozemsko
| - Edwin Benne - Peter Blangé - Ron Boudrie - Henk-Jan Held | - Martin van der Horst - Marko Klok - Olof van der Meulen - Jan Posthuma | - Avital Selinger - Martin Teffer - Ronald Zoodsma - Ron Zwerver |

3.  USA
| - Nick Becker - Carlos Briceno - Robert Ctvrtlik - Scott Fortune | - Dan Greenbaum - Brent Hilliard - Bryan Ivie - Douglas Partie | - Bob Samuelson - Eric Sato - Jeff Stork - Steve Timmons |

### Konečné pořadí
| XXV. | Olympijské hry | Z | V | P | Skóre | B  |
| ---- | -------------- | - | - | - | ----- | -- |
| 1.   | Brazílie       | 8 | 8 | 0 | 24:3  | 16 |
| 2.   | Nizozemsko     | 8 | 4 | 4 | 14:14 | 12 |
| 3.   | USA            | 8 | 6 | 2 | 20:13 | 14 |
| 4.   | Kuba           | 8 | 5 | 3 | 17:11 | 13 |
| 5.   | Itálie         | 8 | 6 | 2 | 21:8  | 14 |
| 6.   | Japonsko       | 8 | 3 | 5 | 13:20 | 11 |
| 7.   | SNS            | 8 | 4 | 4 | 17:15 | 12 |
| 8.   | Španělsko      | 8 | 3 | 5 | 13:21 | 11 |
| 9.   | Jižní Korea    | 6 | 2 | 4 | 6:13  | 8  |
| 10.  | Kanada         | 6 | 1 | 5 | 11:15 | 7  |
| 11.  | Francie        | 6 | 2 | 4 | 9:14  | 8  |
| 12.  | Alžírsko       | 6 | 0 | 6 | 0:18  | 6  |

## Turnaj žen
| Zlato   | Kuba (CUB)                   |
| Stříbro | Sjednocený tým (EUN)         |
| Bronz   | Spojené státy americké (USA) |

Turnaj se odehrál v rámci XXV. olympijských her ve dnech 26. července – 9. srpna 1992 v Barceloně.
Turnaje se zúčastnilo 8 družstev, rozdělených do dvou čtyřčlenných skupin. Vítězové skupin postoupili přímo do semifinále, týmy na druhém a třetím místě hrály čtvrtfinále. Olympijským vítězem se stalo družstvo Kuby.

### Skupina A
|    |           | CIS | USA | JPN | ESP | V | P | Skóre | B |
| 1. | SNS       | *** | 2:3 | 3:0 | 3:0 | 2 | 1 | 8:3   | 5 |
| 2. | USA       | 3:2 | *** | 2:3 | 3:0 | 2 | 1 | 8:5   | 5 |
| 3. | Japonsko  | 0:3 | 3:2 | *** | 3:0 | 2 | 1 | 6:5   | 5 |
| 4. | Španělsko | 0:3 | 0:3 | 0:3 | *** | 0 | 3 | 0:9   | 3 |

 SNS -  Španělsko 3:0 (15:3, 15:0, 15:3)
29. července 1992 (10:30) – Barcelona
 Japonsko -  USA 3:2 (13:15, 15:11, 15:12, 8:15, 15:13)
29. července 1992 (13:00) – Barcelona
 USA -  SNS 3:2 (9:15, 17:15, 15:12, 4:15, 15:11)
31. července 1992 (19:00) – Barcelona
 Japonsko -  Španělsko 3:0 (15:9, 15:1, 15:6)
31. července 1992 (21:30) – Barcelona
 SNS -  Japonsko 3:0 (15:13, 15:11, 15:11)
2. srpna 1992 (10:30) – Barcelona
 USA -  Španělsko 3:0 (15:4, 15:5, 15:10)
2. srpna 1992 (12:00) – Barcelona

### Skupina B
|    |            | CUB | BRA | NED | CHN | V | P | Skóre | B |
| 1. | Kuba       | *** | 3:1 | 3:0 | 3:1 | 3 | 0 | 9:2   | 6 |
| 2. | Brazílie   | 1:3 | *** | 3:1 | 3:2 | 2 | 1 | 7:6   | 5 |
| 3. | Nizozemsko | 0:3 | 1:3 | *** | 3:2 | 1 | 2 | 4:8   | 4 |
| 4. | Čína       | 1:3 | 2:3 | 2:3 | *** | 0 | 3 | 5:9   | 3 |

 Brazílie -  Nizozemsko 3:1 (15:9, 15:3, 11:15, 15:7)
29. července 1992 (19:00) – Barcelona
 Kuba -  Čína 3:1 (13:15, 15:11, 15:9, 15:11)
29. července 1992 (21:30) – Barcelona
 Nizozemsko -  Čína 3:2 (6:15, 15:17, 15:3, 16:14, 15:6)
31. července 1992 (10:30) – Barcelona
 Kuba -  Brazílie 3:1 (15:11, 3:15, 15:13, 15:9)
31. července 1992 (13:00) – Barcelona
 Kuba -  Nizozemsko 3:0 (15:11, 15:11, 15:13)
2. srpna 1992 (19:00) – Barcelona
 Brazílie -  Čína 3:2 (15:9, 7:15, 15:11, 14:16, 15:12)
2. srpna 1992 (21:30) – Barcelona

### Čtvrtfinále
USA -  Nizozemsko 3:1 (15:11, 11:15, 15:8, 15:7)
4. srpna 1992 (19:00) – Barcelona
 Brazílie -  Japonsko 3:1 (14:16, 15:13, 15:13, 15:9)
4. srpna 1992 (21:30) – Barcelona

### Semifinále
Kuba -  USA 3:2 (8:15, 15:9, 6:15, 15:5, 15:11)
6. srpna 1992 (19:00) – Barcelona
 SNS -  Brazílie 3:1 (15:10, 13:15, 15:5, 15:5)
6. srpna 1992 (21:30) – Barcelona

### Finále
Kuba -  SNS 3:1 (16:14, 12:15, 15:12, 15:13)
7. srpna 1992 (21:30) –Barcelona

### O 3. místo
USA -  Brazílie 3:0 (15:8, 15:6, 15:13)
7. srpna 1992 (13:00) – Barcelona

### O 5. místo
Japonsko -  Nizozemsko 3:1 (15:0, 11:15, 15:13, 15:10)
6. srpna 1992 (10:30) – Barcelona

### O 7. místo
Čína -  Španělsko 3:0 (15:1, 15:3, 15:3)
4. srpna 1992 (16:30) – Barcelona

### Soupisky
1.  Kuba
| - Regla Bell - Mercedes Calderón - Magaly Carvajal - Marlenis Costa | - Idalmis Gato - Lilia Izquierdo - Norka Latamblet - Mireya Luis | - Tania Ortiz - Raisa O'Farril - Regla Torresová |

2.  SNS
| - Valentina Ogijenko - Natalya Morozova - Marina Nikoulina - Elena Tyurina | - Irina Smirnova - Tatyana Sidorenko - Tatiana Menchova - Yevgeniya Artamonova | - Galina Lebedeva - Svetlana Vassilevskaia - Elena Tcheboukina - Svetlana Koritova |

3.  USA
| - Liane Sato - Paula Weishoff - Yoko Zetterlund - Elaina Oden | - Kimberley Oden - Teee Sanders - Caren Kemner - Ruth Lawanson | - Tammy Liley - Janet Cobbs - Tara Cross-Battle - Lori Endicott |

### Konečné pořadí
| XXV. | Olympijské hry | Z | V | P | Skóre | B  |
| ---- | -------------- | - | - | - | ----- | -- |
| 1.   | Kuba           | 5 | 5 | 0 | 15:5  | 10 |
| 2.   | SNS            | 5 | 3 | 2 | 12:7  | 8  |
| 3.   | USA            | 6 | 4 | 2 | 16:9  | 10 |
| 4.   | Brazílie       | 5 | 2 | 3 | 10:12 | 7  |
| 5.   | Japonsko       | 5 | 3 | 2 | 10:9  | 8  |
| 6.   | Nizozemsko     | 5 | 1 | 4 | 6:14  | 6  |
| 7.   | Čína           | 4 | 1 | 3 | 8:9   | 5  |
| 8.   | Španělsko      | 4 | 0 | 4 | 0:12  | 4  |